# Las Torres de Cotillas
Las Torres de Cotillas är en kommun i Spanien. Den ligger i den autonoma regionen Murcia i södra delen av landet, 300 km sydost om huvudstaden Madrid. Antalet invånare är 22 406 (2024).